# کومله - حزب سوسیالدموکرات کردستان
کومله - حزب سوسیالدموکرات کردستان یک حزب سیاسی با مشی سوسیال دموکراسی و ملی‌گرایی کُردی بود که از اتحاد دو جریان حزب کومله زحمتکشان کردستان ایران–روند همبستگی و حزب سوسیال دموکرات کردستان شکل گرفت.

## شاخۀ نظامی
کومله - حزب سوسیالدموکرات کردستان در راستای مبارزۀ مسلحانه اقدام به تأسیس یک شاخۀ نظامی کرد که «نیروی پیشمرگۀ کُردستان» (HPK) نام داشت. فرماندهی این شاخۀ نظامی را عبدالله کهنه‌پوشی بر عهده داشت.